# 平林治徳
平林 治徳（ひらばやし はるのり、1889年1月21日 - 1959年12月2日）は、国文学者。
愛知県出身。旧姓・佐藤。東京帝国大学国文科卒。第八高等学校教授、女子学習院教授、学習院教授、1924年大阪府女子専門学校教授、28年校長。戦後1949年学制改革で大阪女子大学学長。校長時代、生徒が谷崎潤一郎の手伝いをした関係もあり谷崎と親しかった。

## 著書
- 『新国文大綱詳解』巻1 教育図書出版社編纂　立川書店、1928
- 『新国文大綱備考』全10　立川書店　1928-29
- 『女子国文大綱備考』全10 立川書店　1930-31
- 『日本女性の書』積善館、1939
- 『古事記』至文堂　1943　青少年日本文学
- 『講話源氏物語』積善館　1946-47
- 『大鏡』至文堂　1953　物語日本文学
- 『学長余瀝 故平林治徳先生記念文集』編者代表: 松本静子　書肆イカロス　1971

## 共編著・訳
- 『謡曲狂言』編　中興館、1921
- 『現代文学大綱』巻1-2　編　立川文明堂　1926
- 『徒然草』編　中興館、1927
- 『国典大綱』共編、明治書院、1942-43
- 『日本説話文学索引』石山徹郎,境田四郎共編　日本出版社　1943
- 『三田浄久』編著　大阪女子大学国文学研究室　1954
- 『黙阿弥名作集』訳　至文堂　1954　物語日本文学
- 『日本文学史通論』編　新元社　1957

## 参考
- 日本人名大事典『平林治徳』 - コトバンク
- 『学長余瀝』